# 12022 Гільберт
12022 Гільберт (12022 Hilbert) — астероїд головного поясу, відкритий 15 грудня 1996 року.
Тіссеранів параметр щодо Юпітера — 3,556.